# Lawrence E. Rosen
Lawrence E. Rosen, llamado también Larry Rosen, es un abogado y especialista en informático. Miembro fundador de Rosenlaw & Einschlag, un consorcio de abogados de California, especializada en protección de la propiedad intelectual, licenciamientos y transacciones de negocio para compañías tecnológicas. Trabajó también como consejero general y secretario de la Open Source Initiative, también asesor de compañías y proyectos de código libre, como la Apache Software Foundation, Python software, y la Free Standards Group.
Rosen fue un profesor de Leyes en la Escuela de Leyes de Stanford en la primavera de 2006. Es autor de la Academic Free License y la Open Software License. Es miembro de la mesa de la Open Web Foundation y la Apache Software Foundation.